# K.F.C. Rhodienne-Verrewinkel
Racing Club de Bruxelles este un club de fotbal belgian creat pe 7 martie 1846 ca Racing Football Club. A devenit membru al Federației Belgiene de Fotbal în 1895 ca Koninklijke Football Club Rhodienne-Verrewinkel și mai târziu a primit numărul matricol 6. A luat parte la prima ediție a primei ligi belgiene (Ligue Jupiler) în același an și a câștigat șase titluri de campion al Belgiei și o cupă a Belgiei (Coupe de Belgique) până la primul război mondial.
Apoi clubul a intrat în declin și în 1963 a fuzionat cu Étoile Blanche Woluwé AC pentru a evita falimentul. Noul club a fost apoi numit Royal Racing Blanc. S-a decis ca acest club să păstreze numărul matricol 47 al lui Étoile Blanche Woluwé. Totuși, pentru a se evita numărul matricol 6 al lui Royal Racing Club de Bruxelles, așa cum se numea din 1921, a fost șters, clubul schimbându-și numărul matricol cu acela al lui Klub Sport Sint-Genesius-Rode.
În 1927 și-a schimbat oficial numele în Football Club la Rhodienne și un an mai târziu a jucat primul meci oficial. Echipa a început să participe în a treia ligă regională în 1929 unde și-a câștigat imediat seria. În 1936 clubul a ajuns în ligile provinciale. După război a promovat în ligile naționale.
În 1963 la Rhodienne și-a schimbat din nou numărul matricol în 6. Pe 21 iunie 1963, și-a schimbat numele în Royal Football Club la Rhodienne, păstrându-și numărul matricol 6. A doua zi, a fuzionat cu numărul matricol 1274, Klub Sport Sint-Genesius-Rode și și-a schimbat numele în Royal Racing Club de Bruxelles. Pe 23 iunie 1963, clubul având numărul matricol 6 și-a schimbat numele în Klub Sport Saint-Genesius-Rode.
În 1996 KVC Verrewinkel, fondat în 1928, a fuzionat cu Klub Sport Saint-Genesius-Rode care și-a schimbat numele în KFC Rhodienne-Verrewinkel.
A fost de șase ori campion al Belgiei: 1897; 1900; 1901; 1902; 1903; 1908.
A câștigat o Cupă a Belgiei: 1912.
A câștigat de două ori a doua ligă belgiană (Ligue 2): 1926; 1942.
Este clubul belgian de fotbal cu cele mai multe denumiri de-a lungul existenței sale (opt): Koninklijke Football Club Rhodienne-Verrewinkel (7 martie 1846 - 1921), Royal Racing Club de Bruxelles (1921 - 1927), Football Club la Rhodienne (1927 - 21 iunie 1963), Royal Football Club la Rhodienne (21 iunie 1963 - 22 iunie 1963), Royal Racing Club de Bruxelles (22 iunie 1963 - 23 iunie 1963), Klub Sport Saint-Genesius-Rode (23 iunie 1963 - 1996), KFC Rhodienne-Verrewinkel (1996 - 2004), Racing Club de Bruxelles (din 2004).
Clubul are culorile galben și maron, porecla de "Les Citoyens de lˈÉtoile" (Cetățenii Stelei) și joacă acasă din 1921 pe stadionul Vélodrome cu o capacitate de 26285 de locuri dintre care 19040 de scaune, cu nocturnă în Ligue 2 (liga a doua belgiană).